# The Cold Turkey
"The Cold Turkey" er tredje afsnit i den fjerde sæson af den amerikanske tv-serie Orange County.